# Geocapromys thoracatus
Geocapromys thoracatus là một loài động vật có vú trong họ Capromyidae, bộ Gặm nhấm. Loài này được True mô tả năm 1888.

## Hình ảnh

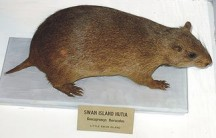
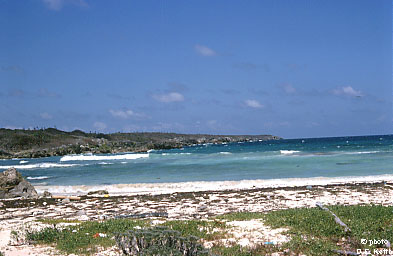
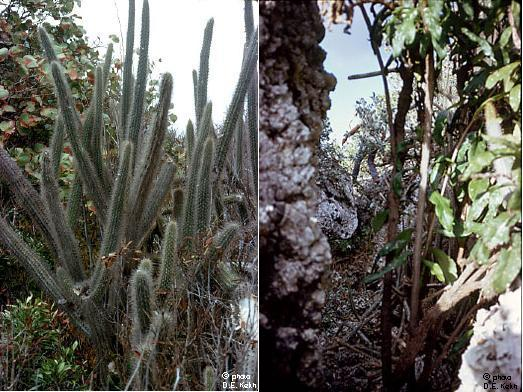